# SHD
SHD (англ. Src homology 2 domain containing transforming protein D) – білок, який кодується однойменним геном, розташованим у людей на короткому плечі 19-ї хромосоми. Довжина поліпептидного ланцюга білка становить 340 амінокислот, а молекулярна маса — 38 264.
| 10         |  | 20         |  | 30         |  | 40         |  | 50         |
| ---------- |  | ---------- |  | ---------- |  | ---------- |  | ---------- |
| MAKWLRDYLS |  | FGGRRPPPQP |  | PTPDYTESDI |  | LRAYRAQKNL |  | DFEDPYEDAE |
| SRLEPDPAGP |  | GDSKNPGDAK |  | YGSPKHRLIK |  | VEAADMARAK |  | ALLGGPGEEL |
| EADTEYLDPF |  | DAQPHPAPPD |  | DGYMEPYDAQ |  | WVMSELPGRG |  | VQLYDTPYEE |
| QDPETADGPP |  | SGQKPRQSRM |  | PQEDERPADE |  | YDQPWEWKKD |  | HISRAFAVQF |
| DSPEWERTPG |  | SAKELRRPPP |  | RSPQPAERVD |  | PALPLEKQPW |  | FHGPLNRADA |
| ESLLSLCKEG |  | SYLVRLSETN |  | PQDCSLSLRS |  | SQGFLHLKFA |  | RTRENQVVLG |
| QHSGPFPSVP |  | ELVLHYSSRP |  | LPVQGAEHLA |  | LLYPVVTQTP |  |            |

A: Аланін

C: Цистеїн

D: Аспарагінова кислота

E: Глутамінова кислота

F: Фенілаланін

G: Гліцин

H: Гістидин

I: Ізолейцин

K: Лізин

L: Лейцин

M: Метіонін

N: Аспарагін

P: Пролін

Q: Глутамін

R: Аргінін

S: Серин

T: Треонін

V: Валін

W: Триптофан

Кодований геном білок за функцією належить до фосфопротеїнів. 